# サラ・イ・ゴメス島

サラ・イ・ゴメス島はイースター島（赤色）の北東に存在する。

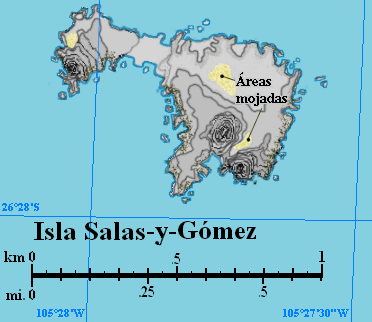
サラ・イ・ゴメス島の地形図

サラ・イ・ゴメス島（Isla Salas y Gómez Island）は、太平洋・イースター島の北東付近に位置するチリ領の絶海の孤島であり、火山性の岩肌がむき出した小島である。ポリネシアの東端に位置する。
最高標高は30mで、島の南東部にある。

## 日本領有打診
1937年6月上旬、チリから在チリ国公使三宅哲一郎を通じて、イースター島と共に日本へ売却に打診があったが同年6月30日に三宅公使がチリ国大統領アルトゥーロ・アレッサンドリ・パルマと謁見した際にイギリス、アメリカ合衆国にも売却の打診を行ったことを告げられたため、しばらく静観するのが得策と報告し、結局購入しなかった。